# DOL Września
DOL Września – nieistniejący drogowy odcinek lotniskowy w pobliżu Wrześni, stanowiący zapasowe, awaryjne lądowisko w ciągu autostrady A2.

## Położenie
DOL Września znajdował się pomiędzy Wrześnią i Gozdowem w województwie wielkopolskim, w powiecie wrzesińskim w gminie Września. Położony był 110 m n.p.m. w orientacji 11/29.

## Budowa i przeznaczenie
Lądowisko to stanowiło pas zapasowy dla wojskowego lądowiska w Powidzu, lądowiska Bednary, wojskowego lotniska Poznań-Krzesiny oraz portu lotniczego Poznań-Ławica. Od 2002 roku nie pełni już takiej funkcji z powodu przeprowadzonych prac modernizacji autostrady. Obecnie w miejscu lądowiska znajdują się stalowe bariery energochłonne między jezdniami oraz na wysokości placów do zawracania samolotów (stojanek).
DOL miał 2100 m długości i 27 m szerokości. Nie posiadał oznaczeń świetlnych, więc w praktyce możliwe było korzystanie z niego przez samoloty tylko w dzień. Na obu końcach znajdowały  się miejsca do zawracania samolotów.